# Twins
Twins är en amerikansk komedi från 1988 i regi av Ivan Reitman med Arnold Schwarzenegger och Danny DeVito i huvudrollerna. Filmen nominerades till en Golden Globe i kategorin bästa sång.

## Handling
Julius och Vincent Benedict är tvåäggstvillingar, men har inte en aning om att den andre finns. De båda är ett resultat från ett hemligt experiment som utförts på ett genetiskt laboratorium för att få fram det perfekta barnet, med hjälp av sperma som donerats av sex olika män. Modern, Mary Ann, fick veta att barnen dog redan vid födseln, medan Julius och Vincent informerades när de var gamla nog att deras mor dog i barnsäng.
Vincent blev placerad på ett barnhem i Los Angeles som drevs av nunnor, medan Julius togs till en ö långt ute i Stilla havet och togs där omhand av forskaren Werner, som deltog i experimentet. När Julius fyller 35 år får han reda på att han har en tvillingbror och sätter fart mot Los Angeles för att söka upp Vincent. Väl där finner han Vincent, en riktig slarver som jagas av maffian, men som har svårt att tro att Julius skulle vara hans tvillingbror.

## Rollista (i urval)
| Arnold Schwarzenegger | – Julius Benedict   |
| Danny DeVito          | – Vincent Benedict  |
| Kelly Preston         | – Marnie Mason      |
| Chloe Webb            | – Linda Mason       |
| Bonnie Bartlett       | – Mary Ann Benedict |
| Trey Wilson           | – Beetroot McKinley |
| Marshall Bell         | – Webster           |
| David Caruso          | – Al Greco          |
| Hugh O'Brian          | – Granger           |
| Nehemiah Persoff      | – Mitchell Traven   |
| Maury Chaykin         | – Burt Klane        |
| Tony Jay              | – Werner            |
| Tom McCleister        | – Bob Klane         |
| David Efron           | – Morris Klane      |
| Sven-Ole Thorsen      | – Sam Klane         |
| Peter Dvorsky         | – Peter Garfield    |